# Benton (Louisiana)
Benton város az Amerikai Egyesült Államok Louisiana államában, Bossier megyében, melynek megyeszékhelye is. Lakosainak száma 2048 fő (2020. április 1.).

## Népesség
A település népességének változása:

| 2010 | 1 948 |
| 2020 | 2 048 |